# Чехов, Павел Егорович
Павел Егорович Чехов (1825—1898) — купец третьей и затем второй гильдии, отец А. П. Чехова.

## Биография
Родился в 1825 году крепостным в селе Ольховатка Воронежской губернии. Освоил грамоту в сельской школе, в церкви научился петь и играть на скрипке. В шестнадцать лет был выкуплен отцом. Затем оказался приписан к мещанам в Ростове-на-Дону. В 1854 году женился на Евгении Яковлевне Морозовой (1835—1919). У них родились:
- Чехов, Александр Павлович (1855—1913) — прозаик, публицист, мемуарист
- Чехов, Николай Павлович (1858—1889) — художник
- Чехов, Антон Павлович (1860—1904) — писатель, прозаик, драматург
- Чехов, Иван Павлович (1861—1922) — педагог
- Чехова, Мария Павловна (1863—1957) — художница, педагог
- Чехов, Михаил Павлович (1865—1936) — писатель, биограф А. П. Чехова
- Чехова, Евгения Павловна (1869—1871)

Занимался перегоном скота, а затем торговлей, которой научился в Таганроге. Скопив денег, смог в 1857 году выбиться в купцы третьей гильдии. Позже, в 1859 году, смог записаться купцом второй гильдии. Занимался общественной деятельностью, в 1871 году был награждён медалью.
В 1869 году в Ростов-на-Дону пришла железная дорога. С этим (а также со строительством каменного дома, которое по вине подрядчика обошлось слишком дорого) связывают разорение П. Е. Чехова. В апреле 1876 года он выехал в Москву. Вскоре за ним последовала супруга с детьми Марией и Михаилом, затем приехал сын Иван. Около полутора лет они бедствовали, пока в ноябре 1877 года, благодаря рекомендации своего 26-летнего племянника Михаила, который приобрёл к тому времени у хозяина значительный авторитет, Павел Егорович не получил место писца в торговом заведении купца первой гильдии Ивана Егоровича Гаврилова (1838—1903). Вскоре П. Е. Чехов был зачислен счетоводом-конторщиком за 40 рублей в месяц. Тринадцать с половиной лет, до 28 апреля 1891 года, Павел Егорович проработал на этом месте.
С 1892 года жил в мелиховском имении Антона Чехова. Там он надзирал за хозяйством, ухаживал за садом, читал газеты и вёл дневник.
Скончался 12 октября 1898 года после неудачной хирургической операции. Похоронен на Новодевичьем кладбище.